# Villa Martinelli
Villa Martinelli (già villa Cappella) è una struttura di interesse storico-artistico di Napoli. Sorge nel quartiere di Posillipo, a ridosso del mare.
Alla fine dell'Ottocento l'originario aspetto della villa, caratterizzato da merlature a guglia, fu preservato da aggiunte o ritocchi e, inoltre, la struttura assunse la funzione di pensione per la villeggiatura: dapprima ribattezzata Pensione Anglaise, divenne Hotel Mascotte e infine Villa Martinelli, dal nome dei proprietari.
Fu in seguito notevolmente ingrandita. Dopo il secondo dopoguerra, l'edificio fu abbattuto e al suo posto fu costruito un condominio che stravolse le sembianze del palazzo originario. Anche la spiaggia antistante mutò nella forma, giacché sparì la scogliera. 